# Javier Arriola Lizarralde
Javier Arriola Lizarralde, Arriola IV (Elgóibar, Guipúzcoa, 6 de octubre de 1934 - 13 de febrero de 2003), fue un pelotari español de la especialidad de mano. Fue conocido en el mundo de la pelota vasca como Arriola IV. 

## Biografía
Natural del barrio Sallobente de Elgóibar, cuna de famosos pelotaris como su tío Justo Juaristi "Artazo". Javier y su hermano Ángel pelotearon innumerables veces en el frontón de Sallobente. Desde muy joven destacó en diversos campeonatos locales como manista delantero.

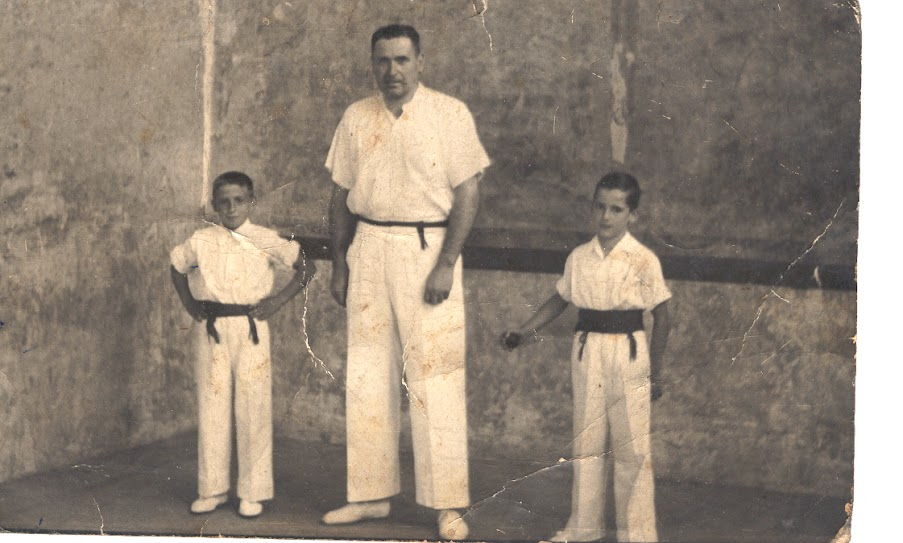
Arriola IV (derecha) con Justo Juaristi "Artazo" en el frontón de Sallobente

Su dominio en la cuenca del Deba le hizo ganar en varias ocasiones el Campeonato del Distrito de Eíbar, tanto por parejas como mano a mano, modalidad en la que su juego cobraba más fuerza.
Fue campeón de España de primera categoría en tres ocasiones, en Madrid (1960), Barcelona (1961) y Vitoria (1962). Posteriormente en 1962 fue Campeón del Mundo Manomanista en el campeonato celebrado en Pamplona el año 1962.
Entre sus méritos está el de no haber perdido nunca una final, desde los campeonatos locales, provinciales, nacionales hasta el mencionado campeonato del mundo.
Jugó varios años como profesional llegando a medirse con pelotaris de la talla de Ogueta, Retegi I, Atano X, Azkarate, Del Val, Retegi II, etc.
Su mejor año fue el 1960, ganando 32 de los 34 partidos que disputó aquel año. Sin embargo, los mundiales de pelota del 62 se celebraron en Pamplona y Arriola IV vivió allí, a sus 28 años, su momento de gloria más recordado. Venció cómodamente en la final, y la cancha del Labrit fue asaltada por los elgoibartarras que habían acudido a animarle.

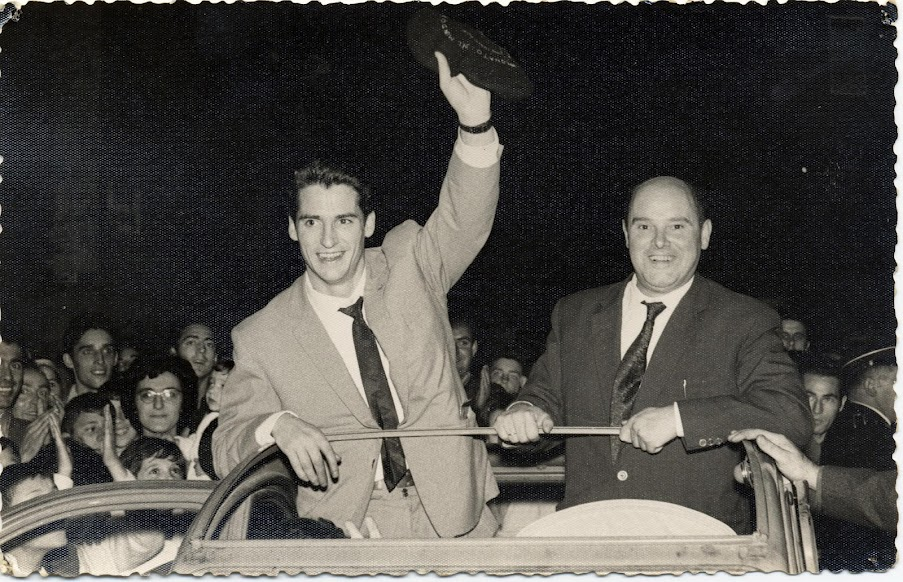
Arriola IV con el alcalde Ángel Ajubita en el homenaje del pueblo de Elgóibar

El recibimiento en su pueblo fue emocionante. Arriola IV se subió a un Citroën “dos caballos” descubierto junto al alcalde, y se paseó por Elgóibar saludando a los vecinos que salían a su paso. El casco urbano se llenó de entusiastas seguidores del campeón.
El 28 de octubre de 1976 los pelotazales le brindaron un cálido homenaje de despedida en el frontón Astelena de Éibar. 
Falleció el año 2003 en Elgóibar.
Posteriormente, el año 2008 se editó un sello dedicado a la figura de Javier Arriola Lizarralde, 'Arriola IV'.

## Final de mano individual del Campeonato del Mundo de Pelota
| Año  | Campeón    | Subcampeón       | Tanteo | Frontón                   |
| ---- | ---------- | ---------------- | ------ | ------------------------- |
| 1962 | Arriola IV | Mugica (Francia) | 22-14  | Frontón Labrit (Pamplona) |